# Provenchères-lès-Darney
Provenchères-lès-Darney è un comune francese di 170 abitanti situato nel dipartimento dei Vosgi nella regione del Grand Est.

## Società

### Evoluzione demografica
Abitanti censiti